# Tautoneura erythropunctatus
Tautoneura erythropunctatus är en insektsart som först beskrevs av K. Ramakrishnan och Menon 1973.  Tautoneura erythropunctatus ingår i släktet Tautoneura och familjen dvärgstritar. Inga underarter finns listade i Catalogue of Life.